# Баттл-Крік (Айова)
Баттл-Крік (англ. Battle Creek) — місто (англ. city) в США, в окрузі Іда штату Айова. Населення — 700 осіб (2020).

## Географія
Баттл-Крік розташований за координатами 42°19′1″ пн. ш. 95°36′1″ зх. д. / 42.31694° пн. ш. 95.60028° зх. д. (42.316856, -95.600265).  За даними Бюро перепису населення США в 2010 році місто мало площу 1,29 км², уся площа — суходіл.

## Демографія
Згідно з переписом 2010 року, у місті мешкало 713 осіб у 325 домогосподарствах у складі 178 родин. Густота населення становила 552 особи/км².  Було 368 помешкань (285/км²).
Расовий склад населення:
| - 98,2 % — білих - 0,8 % — азіатів - 0,6 % — чорних або афроамериканців |

До двох чи більше рас належало 0,1 %. Частка іспаномовних становила 1,7 % від усіх жителів.
За віковим діапазоном населення розподілялося таким чином: 23,0 % — особи молодші 18 років, 50,1 % — особи у віці 18—64 років, 26,9 % — особи у віці 65 років та старші. Медіана віку мешканця становила 46,3 року. На 100 осіб жіночої статі у місті припадало 92,7 чоловіків;  на 100 жінок у віці від 18 років та старших — 94,7 чоловіків також старших 18 років.
Середній дохід на одне домашнє господарство  становив 45 947 доларів США (медіана — 38 056), а середній дохід на одну сім'ю — 57 319 доларів (медіана — 51 429). Медіана доходів становила 40 833 долари для чоловіків та 27 250 доларів для жінок. За межею бідності перебувало 10,3 % осіб, у тому числі 19,4 % дітей у віці до 18 років та 4,8 % осіб у віці 65 років та старших.
Цивільне працевлаштоване населення становило 326 осіб. Основні галузі зайнятості: освіта, охорона здоров'я та соціальна допомога — 28,2 %, виробництво — 26,4 %, роздрібна торгівля — 11,0 %, будівництво — 5,8 %.